# Het jubileum
Het jubileum (Russisch: Юбиле́й) is een eenakter van Anton Tsjechov uit december 1891. Het stuk is gebaseerd op Tsjechovs eigen korte verhaal Een weerloos schepsel uit 1887. De première vond plaats op 28 november 1900 in het kader van een Tsjechovavond in de Jachtclub van Moskou. Bij die gelegenheid werden ook drie van zijn andere vaudeville-stukken gespeeld, te weten De beer, Het aanzoek en De bruiloft.

## Personages
Andrej Andrejevitsj Sjipoetsjin (Андрей Андреевич Шипучин)
Bestuursvoorzitter van de Onderlinge Kredietvereniging in de stad N; een niet al te oude man met monocle
Tatjana Aleksejevna (Татьяна Алексеевна)
Zijn 25-jarige echtgenote
Koezma Nikolajevitsj Chirin (Кузьма Николаевич Хирин)
De niet meer zo jonge boekhouder van de bank
Nastasja Fjodorovna Mertsjoetkina (Настасья Фёдоровна Мерчуткина)
Een oude vrouw met een lange, wijde cape (сало́п)
Aandeelhouders van de bank
Bankpersoneel

## Synopsis
De door een bankdirecteur zorgvuldig geregisseerde viering van zijn vijftienjarig jubileum, wordt gefrustreerd door zijn opvliegende boekhouder, loslippige echtgenote en een verdwaalde maar vasthoudende secretarisvrouw.

## Nederlandse vertalingen
- Charles B. Timmer: Anton P. Tsjechow, Verzamelde werken VI. Toneel, Amsterdam, G.A. van Oorschot, 1956, p. 631
- Marja Wiebes & Yolanda Bloemen: A.P. Tsjechov, Verzamelde Werken VI. Toneel, Amsterdam, G.A. van Oorschot, 2013, p. 351